# Aftale (parti)
Aftale (Polsk: Porozumienie) er et polsk konservativt og liberalkonservatistisk politisk parti. Partiet blev stiftet i 2017 af polens vicepremierminister og minister for videnskab og videregående uddannelser Jarosław Gowin som en udvidelse af stifterens tideligere parti Polen Sammen.
Partiet er en del af en koalition sammen med Lov og Retfærdighed, Det forenede Polen, Republikansk parti, Frihed og Solidaritet og Polens Folkeparti "Piast" ved navn Forenede Højre.

## Mandater iSejmog senatorer
Mandater i Sejm:
- Mieczysław Baszko
- Kamil Bortniczuk
- Stanisław Bukowiec
- Michał Cieślak
- Anna Dąbrowska-Banaszek
- Jadwiga Emilewicz
- Jarosław Gowin
- Andrzej Gut-Mostowy
- Wojciech Maksymowicz
- Iwona Michałek
- Wojciech Murdzek
- Marcin Ociepa
- Grzegorz Piechowiak
- Andrzej Sośnierz
- Magdalena Sroka
- Włodzimierz Tomaszewski
- Michał Wypij
- Jacek Żalek

Senatorer :
- Tadeusz Kopeć
- Józef Zając